# Mešani pevski zbor Hrast
Mešani pevski zbor Hrast je slovenski pevski zbor iz Doberdoba, ki je nastal leta 1965. Najprej je zbor vodila Adela Ferletič, leta 1965 je dirigiranje prevzel Karlo Lavrenčič, ki je zbor vodil celih 20 let. Leta 1985 se je na pevskem gostovanju v avstrijskem Althofnu zgodila predaja štafetne palice, saj je dotedanji dirigent Karlo Lavrenčič vodil del koncerta in nato prepustil taktirko sinu Hilariju Lavrenčiču, ki je nato zbor vodil do smrti leta 2024, a ga medtem ponesel v sam vrh slovenskega zborovskega petja. Nato je zbor prevzela Aleksandra Pertot.
Prvo pomembno nagrado si je zbor Hrast prislužil na reviji Naša pesem v Mariboru leta 1997. Od tedaj dalje je zbor prejel še pet zlatih in štiri srebrne plakete ter posebna priznanja na tekmovanju Naša pesem. Prejel je tudi šestih zlatih priznanj (tudi z odliko) na primorskem regijskem pevskem tekmovanju v Postojni.
Zbor Hrast iz Doberdoba si je prislužil razna priznanja in nagrade tudi na italijanskih zborovskih tekmovanjih, kot leta 1998 v Vittoriu Venetu, v Arezzu (2003,2010), Travesiu (2007), Azzanu Decimu (2008), Quartianu (2015) ter na goriškem mednarodnem tekmovanju C.A.Seghizzi (2001), kjer je bil nagrajen kot najbolje ocenjen zbor iz Italije, prejel pa je tudi posebno priznanje za najboljši ljudski repertoar. Leta 2009 se je na Mokranjčevih dnevih v Negotinu v Srbiji  uvrstil na absolutno drugo mesto. Na deželni ravni v Furlaniji Julijski Krajini je prejel zlato odličje na tekmovalni reviji Corovivo v Čedadu leta 2015. Leta 2023 je zbor zmagal na prvem čezmejnem festivalu zborovske sakralne glasbe Omnia vincit amor v baziliki na Sveti Gori.
Pevci so z zborom Hrast nastopili z najrazličnejšimi koncertnimi sporedi in projekti v raznih italijanskih mestih, v Franciji, Belgiji, Avstriji, Sloveniji, Srbiji in na Madžarskem.
Zbor je doslej izdal dve zgoščenki: Stezice (1998) in Petelinček je zapieu (2008).
Leta 2000 je deželna zborovska zveza USCI - FVG nagradila zbor kot najboljši zborovski sestav Furlanije Julijske krajine.
Leta 2004 je zbor prejel srebrno plaketo, ki jo podeljuje JSKD iz Slovenije za izjemne umetniške in poustvarjalne dosežke na področju ljubitelske kulture.